# Club Baloncesto Canarias 2022-2023
Questa voce raccoglie le informazioni riguardanti il Club Baloncesto Canarias nelle competizioni ufficiali della stagione 2022-2023.

## Stagione
La stagione 2022-2023 del Club Baloncesto Canarias è la 19ª nel massimo campionato spagnolo di pallacanestro, la Liga ACB.

## Roster
Aggiornato al 16 febbraio 2023.
| Lenovo Tenerife 2022-23 | Lenovo Tenerife 2022-23 |
| Giocatori               | Staff tecnico           |
| ----------------------- | ----------------------- |

| N. | Naz.                                       | Ruolo | Nome                   | Anno | Alt.   | Peso   |  |
| -- | ------------------------------------------ | ----- | ---------------------- | ---- | ------ | ------ |  |
| 1  | Spagna (bandiera)                          | P     | Alberto Cabrera        | 1998 | 198 cm |        |  |
| 2  | Spagna (bandiera)                          | P     | Jaime Fernández        | 1993 | 186 cm | 79 kg  |  |
| 4  | Spagna (bandiera)                          | AP    | Sergio Rodríguez       | 1993 | 204 cm | 95 kg  |  |
| 6  | Uruguay (bandiera) · Italia (bandiera)     | P     | Bruno Fitipaldo        | 1991 | 183 cm | 85 kg  |  |
| 9  | Brasile (bandiera) · Italia (bandiera)     | P     | Marcelinho Huertas (C) | 1983 | 191 cm | 85 kg  |  |
| 10 | Finlandia (bandiera)                       | G     | Sasu Salin             | 1991 | 190 cm | 86 kg  |  |
| 12 | Senegal (bandiera) · Spagna (bandiera)     | C     | Moussa Diagne          | 1994 | 211 cm | 103 kg |  |
| 15 | Spagna (bandiera)                          | AP    | Joan Sastre            | 1991 | 201 cm | 82 kg  |  |
| 19 | Georgia (bandiera)                         | C     | Giorgi Shermadini      | 1989 | 217 cm | 120 kg |  |
| 21 | Stati Uniti (bandiera) · Spagna (bandiera) | AG    | Tim Abromaitis         | 1989 | 203 cm | 107 kg |  |
| 23 | Stati Uniti (bandiera)                     | AP    | Elgin Cook             | 1993 | 196 cm | 95 kg  |  |
| 31 | Argentina (bandiera) · Italia (bandiera)   | GA    | Leandro Bolmaro        | 2000 | 203 cm | 91 kg  |  |
| 33 | Spagna (bandiera)                          | AC    | Iván Cruz              | 1991 | 208 cm | 108 kg |  |
| 33 | Stati Uniti (bandiera)                     | G     | Dakota Mathias         | 1995 | 193 cm | 91 kg  |  |
| 35 | Spagna (bandiera)                          | C     | Fran Guerra            | 1992 | 214 cm | 113 kg |  |
| 42 | Canada (bandiera) · Paesi Bassi (bandiera) | AG    | Aaron Doornekamp       | 1985 | 201 cm | 96 kg  |  |
| 90 | Francia (bandiera)                         | A     | Louis Riga             | 2005 | 201 cm |        |  |
| 93 | Spagna (bandiera)                          | G     | Diego Fernández        | 2005 | 198 cm |        |  |

| Allenatore                                                                               |
| - Txus Vidorreta                                                                         |
| Assistente/i                                                                             |
| - Marco Antonio Justo - Nacho Yáñez Legenda - (C) Capitano - (IN) Inattivo - Infortunato |

## Mercato

### Sessione estiva
| Acquisti | Acquisti              | Acquisti    | Acquisti      | Acquisti |
| R.a      | Nome                  | da          | Modalità      |          |
| -------- | --------------------- | ----------- | ------------- | -------- |
| P        | Jaime Fernández       | Málaga      | svincolato    |          |
| AP       | Elgin Cook            | Tofaş Bursa | svincolato    |          |
| AG       | Tim Abromaitis        | Málaga      | svincolato    |          |
| AG       | Danilo Brnović        | Zornotza    | fine prestito |          |
| AG       | Konstantin Kostadinov | Palma       | svincolato    |          |
| AC       | Iván Cruz             | Breogán     | svincolato    |          |
| C        | Moussa Diagne         | Andorra     | svincolato    |          |

| Cessioni | Cessioni              | Cessioni          | Cessioni       | Cessioni |
| R.       | Nome                  | a                 | Modalità       |          |
| -------- | --------------------- | ----------------- | -------------- | -------- |
| G        | Tobias Borg           | Andorra           | fine contratto |          |
| AP       | Dejan Todorović       | Fundación Granada | fine contratto |          |
| AG       | Danilo Brnović        | Podgorica         | fine contratto |          |
| AG       | Konstantin Kostadinov | Palencia          | prestito       |          |
| AG       | Sean Smith            | Estudiantes       | fine contratto |          |
| AG       | Kyle Wiltjer          | Zhejiang Lions    | fine contratto |          |
| AC       | Emir Sulejmanović     | Bilbao Berri      | fine contratto |          |

### Dopo l'inizio della stagione
| Acquisti | Acquisti        | Acquisti       | Acquisti      | Acquisti   |
| R.       | Nome            | da             | Data          | Modalità   |
| -------- | --------------- | -------------- | ------------- | ---------- |
| GA       | Leandro Bolmaro | Utah Jazz      | 2 marzo 2023  | svincolato |
| G        | Dakota Mathias  | Memphis Hustle | 6 aprile 2023 | svincolato |

| Cessioni | Cessioni  | Cessioni  | Cessioni        | Cessioni    |
| R.       | Nome      | a         | Data            | Modalità    |
| -------- | --------- | --------- | --------------- | ----------- |
| AC       | Iván Cruz | Saragozza | 15 gennaio 2023 | rescissione |